# Plinio Fernando
Plinio Fernando (Tunisi, 15 settembre 1947) è un attore italiano.
È noto principalmente per aver interpretato il personaggio di Mariangela nella saga cinematografica di Fantozzi.

## Biografia
Nacque a Tunisi nel 1947 da genitori italiani trasferitisi nella città tunisina, dove il nonno materno lavorava come chirurgo nell'ospedale italiano. Affetto dalla sindrome di Marfan, era il primo di tre figli, con due sorelle, Laura e Luisa; la madre Ilde era casalinga ma aveva frequentato il conservatorio e suonava il pianoforte. Quando Plinio aveva otto anni la sua famiglia ritornò in Italia, trasferendosi a Roma, in zona Piazza Bologna dove l'attore continuerà a vivere. Una volta tornati in Italia il padre, Piero, assunse l'incarico di direttore d'azienda dopo aver svolto molti altri mestieri.

### Attore

Liù Bosisio, Paolo Villaggio e Plinio Fernando sul set di Fantozzi (1975)

Si è diplomato come perito meccanico, ma poi si è interessato di teatro e si è iscritto all'Accademia di recitazione Stanislavskij al teatro Anfitrione, esordendo con due commedie dirette da Sergio Ammirata, Allegro... con cadavere e Pupi e pupe della malavita, in cui interpretava il comandante di un plotone d'esecuzione e un gangster. In tale circostanza, a 27 anni, fu notato per caso da persone che lo presentarono a Luciano Salce:
Incominciò così la carriera da caratterista con il ruolo di Mariangela, figlia brutta e imbranata del ragionier Fantozzi, personaggio creato da Paolo Villaggio e portato per la prima volta al cinema da Salce. Tale personaggio, sebbene di sesso femminile, fu interpretato da un uomo anche allo scopo di conferirgli un aspetto sgraziato e scimmiesco. I film su Fantozzi sono dieci e Plinio prese parte ai primi otto. Negli ultimi tre di quegli otto film era anche Uga, la nipote di Fantozzi, che Mariangela aveva avuto dall'erotomane Loris Batacchi, in seguito adottata dal compagno Bongo. Nei primi tre film viene doppiato da Francesca Guadagno e Fabrizio Mazzotta mentre dal quarto film recita con la sua voce. 

Fernando come Mariangela Fantozzi in Fantozzi in paradiso (1993)

In occasione dell'uscita nelle sale di Fantozzi in paradiso (ultimo film da lui interpretato), prese parte ad una puntata speciale del Maurizio Costanzo Show, andata in onda il 22 dicembre 1993 e dedicata a Fantozzi. Al di fuori della serie di Fantozzi ha recitato in tre film: Sturmtruppen, Sballato, gasato, completamente fuso e, in un cameo, Fracchia contro Dracula.
A quarant'anni dal primo film, tra ottobre e novembre del 2015, tornarono nelle sale cinematografiche (in versione restaurata) i primi due capitoli della saga fantozziana, ossia Fantozzi (1975) e Il secondo tragico Fantozzi (1976). L'uscita dei due film venne presentata al Festival del Cinema di Roma, dove Plinio Fernando era presente assieme a Paolo Villaggio e ad Anna Mazzamauro.

### Scultore
Dal 1994, abbandonato il cinema, si è cimentato nella pittura e nella scultura, formandosi con Roberto Cussino, Marina Gozzi e Luigi Diotallevi. Appassionato di medioevo, nelle proprie sculture rappresenta teste di guerrieri, scene di combattimento e cavalli. Ha scolpito inoltre una raffigurazione della sinagoga di Roma in oro zecchino, offerta poi al museo dello stesso Tempio Maggiore.
Nel dicembre 2008 ha esposto alcune delle sue opere in una mostra alla galleria Fitel, in maggioranza nature morte e sculture di teste in terracotta, ricevendo critiche positive dalla storica e ceramista Giuliana Gardelli. Nel 2015 ha esposto ad Anzio, presso il Museo Civico Archeologico, la personale dal titolo "Inaspettate S-Combinazioni".

Plinio Fernando in uno scatto di scena sul set del film Fantozzi (1975) di Luciano Salce

## Filmografia
- Fantozzi, regia di Luciano Salce (1975)
- Il secondo tragico Fantozzi, regia di Luciano Salce (1976)
- Sturmtruppen, regia di Salvatore Samperi (1976)
- Fantozzi contro tutti, regia di Neri Parenti e Paolo Villaggio (1980)
- Sballato, gasato, completamente fuso, regia di Steno (1982)
- Fantozzi subisce ancora, regia di Neri Parenti (1983)
- Fracchia contro Dracula, regia di Neri Parenti (1985)
- Super Fantozzi, regia di Neri Parenti (1986)
- Fantozzi va in pensione, regia di Neri Parenti (1988)
- Fantozzi alla riscossa, regia di Neri Parenti (1990)
- Fantozzi in paradiso, regia di Neri Parenti (1993)
- La voce di Fantozzi, regia di Mario Sesti (2017)

## Doppiatori
- Francesca Guadagno in Fantozzi, Il secondo tragico Fantozzi
- Fabrizio Mazzotta in Fantozzi contro tutti